# Agrostis nivea
Agrostis nivea é uma espécie de gramínea do gênero Agrostis, pertencente à família Poaceae.